# Leiostyla fusca
Leiostyla fusca é uma espécie de gastrópode  da família Pupillidae.
É endémica de Portugal.